# Кісі Кадзумі
Кісі Кадзумі (яп. 岸 一美; нар. 25 листопада 1975, Японія) — японська футболістка, нападниця, виступала в збірній Японії.

## Клубна кар'єра
Кісі народилася 25 листопада 1975 року. На клубному рівні виступала за «Урава Рейнас».

## Кар'єра в збірній
Дебютувала у збірній Японії 21 травня 1998 року в поєдинку проти США. Учасниця Азійських ігор 1998 року. З 1998 по 2001 рік зіграла 9 матчів та відзначилася 2 голами.

## Статистика виступів у збірній
| жіноча національна збірна Японії | жіноча національна збірна Японії | жіноча національна збірна Японії |
| Рік                              | Матчі                            | Голи                             |
| -------------------------------- | -------------------------------- | -------------------------------- |
| 1998                             | 5                                | 2                                |
| 1999                             | 1                                | 0                                |
| 2000                             | 0                                | 0                                |
| 2001                             | 3                                | 0                                |
| Загалом                          | 9                                | 2                                |